# Angolanische Fußballnationalmannschaft (U-17-Junioren)
Die angolanische U-17-Fußballnationalmannschaft ist eine Auswahlmannschaft angolanischer Fußballspieler. Sie unterliegt der Federação Angolana de Futebol und repräsentiert sie international auf U-17-Ebene, etwa in Freundschaftsspielen gegen die Auswahlmannschaften anderer nationaler Verbände, bei U-17-Afrikameisterschaften und U-17-Weltmeisterschaften.
Die Mannschaft erreichte 2019 den dritten Platz bei der Afrikameisterschaft. Bei der WM 2019 schied sie im Achtelfinale aus.

## Teilnahme an U-17-Weltmeisterschaften
(Bis 1989 U-16-Weltmeisterschaft)
| 1985 | nicht qualifiziert |
| 1987 | nicht qualifiziert |
| 1989 | nicht qualifiziert |
| 1991 | nicht qualifiziert |
| 1993 | nicht qualifiziert |
| 1995 | nicht qualifiziert |
| 1997 | nicht qualifiziert |
| 1999 | nicht qualifiziert |
| 2001 | nicht qualifiziert |
| 2003 | nicht qualifiziert |
| 2005 | nicht qualifiziert |
| 2007 | nicht qualifiziert |
| 2009 | nicht qualifiziert |
| 2011 | nicht qualifiziert |
| 2013 | nicht qualifiziert |
| 2015 | nicht qualifiziert |
| 2017 | nicht qualifiziert |
| 2019 | Achtelfinale       |
| 2021 | –                  |
| 2023 | nicht qualifiziert |

## Teilnahme an U-17-Afrikameisterschaften
| 1995 | nicht qualifiziert |
| 1997 | Vorrunde           |
| 1999 | Vorrunde           |
| 2001 | nicht qualifiziert |
| 2003 | nicht qualifiziert |
| 2005 | nicht qualifiziert |
| 2007 | nicht qualifiziert |
| 2009 | nicht qualifiziert |
| 2011 | nicht qualifiziert |
| 2013 | nicht qualifiziert |
| 2015 | nicht qualifiziert |
| 2017 | Vorrunde           |
| 2019 | 3. Platz           |
| 2021 | –                  |
| 2023 | zurückgezogen      |